# Jean-Baptiste Perret
Pour les articles homonymes, voir Perret.
Jean-Baptiste Perret est un homme politique français né le 3 avril 1815 à Lyon (Rhône) et décédé le 17 août 1887 à Collonges-au-Mont-d'Or (Rhône).

## Biographie
Directeur d'une usine de produit chimique et propriétaire de mines de cuivre, juge au tribunal de commerce et membre de la chambre de commerce de Lyon il est élu représentant du Rhône en 1871. Il ne s'inscrit à aucun groupe et siège au centre droit, votant parfois avec la gauche. Il est également élu conseiller général en 1871. De 1876 à 1882, il est sénateur du Rhône.

## Sources
- « Jean-Baptiste Perret », dans Adolphe Robert et Gaston Cougny, Dictionnaire des parlementaires français, Edgar Bourloton, 1889-1891 [détail de l’édition]